# اندرو پارک (تنیس‌باز)
 اندرو پارک (انگلیسی: Andrew Park؛ زاده ۲ ژانویهٔ ۱۹۸۰) یک تنیس‌باز اهل ایالات متحده آمریکا است.